# Eloise Oranžsko-Nasavská
Hraběnka Eloise Oranžsko-Nasavská, jonkvrouwe van Amsberg (Eloise Beatrix Sophie Laurence; * 8. června 2002 Haag), v médiích často nazývaná jednoduše Eloise van Oranje, je první dítě a dcera prince Constantijna a princezny Laurentien Nizozemské. Je prvním vnoučetem královny Beatrix a prince Clause Nizozemského. Je členkou nizozemské královské rodiny a v současné době je pátá v linii nástupnictví nizozemského trůnu.

## Život
Hraběnka Eloise se narodila v nemocnici HMC Bronovo v Haagu. Se svými rodiči, bratrem a sestrou žije v Haagu.
Křest hraběnky Eloise se konal 15. prosince 2002 v kapli paláce Het Loo v Apeldoornu. Jejími kmotry jsou její strýc z otcovy strany princ Friso; sestřenice jejího otce princezna Carolina, markýza ze Sala; norský korunní princ a Sophie van de Wow.
V roce 2020 dokončila Maerlant Lyceum a je studentkou Hotelschool v Haagu.
V roce 2021 napsala svou vlastní knihu s názvem Learning by Doing o svých zkušenostech se sdílením na sociálních sítích. Tato kniha je o stylu, studiu, domácím životě, líčení, receptech a tipech na sebevědomí. V roce 2024 se objevila v epizodě televizní show The Masked Singer.
Má veřejný účet na Instagramu s více než 450 tisíci sledujícími. Je také tvůrcem obsahu TikTok a pomocí platformy sháněla peníze pro lidi v pásmu Gazy.
V prosinci 2024 byl její dům v Amsterdamu vykraden.

## Oslovení, tituly a jména
Královským výnosem ze dne 11. května 2001 č. 227, bylo stanoveno, že všichni potomci v mužské linii prince Constantijna Nizozemského ponesou titul hraběte (hraběnky) oranžsko-nasavské/ho a jonkheera (jonkvrouwe) van Amsberga s oslovením „Jeho/Její Urozenost“. Bylo také stanoveno, že jejich příjmení bude Van Oranje-Nassau van Amsberg.
Po abdikaci královny Beatrix, ke které došlo 30. dubna 2013, děti prince Constantijna a princezny Laurentien přestaly být členy královského rodu, i když nadále zůstávají členy královské rodiny.